# Ivo (televisieprogramma)
Ivo was een praatprogramma op Talpa gepresenteerd door Ivo Niehe. Het programma was een mix van een theatershow en een praatprogramma.
Niehe praatte elke week in een boerderij samen met een bekende Nederlander over zijn of haar carrière. Van dit programma werd één seizoen uitgezonden, elke aflevering werd door ongeveer 600.000 kijkers bekeken. Na dit programma is Niehe weer teruggekeerd naar de publieke omroep TROS.